# Viva la vie!
Viva la vie! je francouzský film známého režiséra Clauda Lelouche z roku 1984. Snímek je zajímavou žánrovou směskou, dominuje nejspíše sci-fi, dále se jedná i o thriller a jako u všech Lelouchových filmů je ústředním tématem filmu vztah muže a ženy. V hlavních rolích se objevila hvězdná sestava francouzského filmu osmdesátých let 20. století: Charlotte Rampling, Michel Piccoli, Jean-Louis Trintignant, Charles Aznavour, Anouk Aimée.

## Děj
Michel Perrin (Michel Piccoli), bohatý podnikatel, majitel venkovského sídla, jednoho dne zmizí beze stopy, a to ve chvíli, kdy chtěl se svojí atraktivní ženou Catherine (Charlotte Rampling) jít do opery. Ve stejné době čeká marně obecenstvo jednoho pařížského divadla na výstup mladé herečky Sarah Gaucher (Évelyne Bouix).
Tři dny o zmizelých není jediné zprávy, poté se najednou vynoří. Nemají ani tušení o tom, kde byli a co se s nimi dělo. François Gaucher, (Jean-Louis Trintignant), nekonvenční učitel herectví se nicméně domnívá, že ho jeho svévolná žena s Perrinem podvádí.
Brzy nato zmizí oba znovu, a když se vrátí, nesou stopy podivné operace. Propuknou divoké spekulace: jsou Perrin a Sarah v centru pozorností mimozemské civilizace? Po třetím zmizení se oba skutečně ocitnou na tajemném místě a po návratu zvěstují poselství mimozemské civilizace o tom, že USA a SSSR mají zanechat atomového zbrojení, jinak bude Země zničena.
Poté se rozbíhá neuvěřitelný kolotoč dějových zvratů. Nejprve se zdá, že vše bylo jen akcí Perrina, který si najal herečku Sarah, aby zahráli představení, jež by pohnulo světovou veřejností. Pro dokonalou konspiraci jsou poté Sarah i s manželem a tchyní otráveni a nakonec je zastřelen i Perrin. Potom však vyjde najevo, že vše bylo jen Perrinovým snem. Následně ovšem Perrin vejde do kavárny, kde pravidelně vysedává Sarah, jíž tu často pozoroval, a zapřede s ní dlouhý rozhovor. V něm jí líčí, o čem snil, anebo ji navrhuje jistý plán?

## V hlavních rolích
- Charlotte Rampling - Catherine Perrin
- Michel Piccoli - Michel Perrin
- Jean-Louis Trintignant - François Gaucher
- Evelyne Bouix - Sarah Gaucher
- Charles Aznavour - Edouard Takvorian
- Laurent Malet - Laurent Perrin
- Tanya Lopert - Julia
- Raymond Pellegrin - Barret
- Charles Gérard - Charles
- Anouk Aimée - Anouk